# Сатікой (Каліфорнія)
Сатікой (англ. Saticoy) — переписна місцевість (CDP) в США, в окрузі Вентура штату Каліфорнія. Населення — 1133 особи (2020).

## Географія
Сатікой розташований за координатами 34°16′55″ пн. ш. 119°8′43″ зх. д. / 34.28194° пн. ш. 119.14528° зх. д. (34.281954, -119.145252).  За даними Бюро перепису населення США в 2010 році переписна місцевість мала площу 0,97 км², уся площа — суходіл.

## Демографія
Згідно з переписом 2010 року, у переписній місцевості мешкало 1029 осіб у 262 домогосподарствах у складі 222 родин. Густота населення становила 1066 осіб/км².  Було 278 помешкань (288/км²).
Расовий склад населення:
| - 40,1 % — білих - 2,8 % — корінних американців - 0,9 % — чорних або афроамериканців - 0,2 % — азіатів - 49,4 % — осіб інших рас |

До двох чи більше рас належало 6,6 %. Частка іспаномовних становила 87,0 % від усіх жителів.
За віковим діапазоном населення розподілялося таким чином: 32,2 % — особи молодші 18 років, 59,0 % — особи у віці 18—64 років, 8,8 % — особи у віці 65 років та старші. Медіана віку мешканця становила 28,0 року. На 100 осіб жіночої статі у переписній місцевості припадало 109,1 чоловіків;  на 100 жінок у віці від 18 років та старших — 106,5 чоловіків також старших 18 років.
Середній дохід на одне домашнє господарство  становив 60 319 доларів США (медіана — 51 875), а середній дохід на одну сім'ю — 60 605 доларів (медіана — 41 058). За межею бідності перебувало 38,7 % осіб, у тому числі 66,2 % дітей у віці до 18 років та 10,3 % осіб у віці 65 років та старших.
Цивільне працевлаштоване населення становило 538 осіб. Основні галузі зайнятості: мистецтво, розваги та відпочинок — 21,9 %, науковці, спеціалісти, менеджери — 19,0 %, освіта, охорона здоров'я та соціальна допомога — 14,9 %.